# Екскаватор
Екскаватор (синоним багер) (на английски: excavator; на латински: excavare – „дълбая“) е самоходна подемна машина за копаене на горния земен слой. Понякога на български се употребява земекопна машина вместо екскаватор.

## История
Активното строителство на влакови железопътни линии през 30-те години на XIX век дава идеята на американския изобретател Илайша Отис (Elisha Otis) за първия екскаватор. Впоследствие се появяват по-големи и по-мощни, които се движат по релси. Съвременните екскаватори могат да се завъртат на 360° и имат разнообразни размери като най-големите са около 85 000 kg, а най-малките – 700 kg.

## Употреба
- При строеж на сгради, за копаене на дупки, окопи и тунели
- За пренасяне на материали, особено на тежки такива (например тръби)
- За събаряне, срутване на сгради
- За строеж на диги на река
- В мините